# Obrana lidu
Obrana lidu cseh napi- és hetilap az egykori Csehszlovákiában. A honvédelmi minisztérium sajtótermékeként a Naše vojsko lapkiadó vállalat jelentette meg. 

## Története
Elődje az 1944. augusztus 12-én megalapított Za svobodné Československo elnevezésű frontújság volt, amely 1945. június 8-tól napilapként Svobodné Československo lapcímmel jelent meg Prágában. 1947. január 1-jétől Obrana lidu lapcímmel adták ki. 1963. január 1-jétől csak hetilapként, majd 1970-től ezzel párhuzamosan napilapként is megjelent. A napilap példányszáma az 1970-es évek végén 54 000, a 16 oldalnyi terjedelmű hetilapé 140 000 volt. A lap az 1989-es rendszerváltás után megszűnt.